# Oberea bangueyensis
Oberea bangueyensis là một loài bọ cánh cứng trong họ Cerambycidae.